# Натаніель Браун
Натаніель Браун (нім. Nathaniel Brown, нар. 16 червня 2003, Амберг, Німеччина) — німецький футболіст американського походження, фланговий захисник німецького клубу «Айнтрахт» (Франкфурт-на-Майні).

## Ігрова кар'єра

### Клубна
Натаніель Браун починав займатися футболом в школі клубу «Ян Регенсбург». У 2016 році він приєднався до молодіжної команди «Нюрнберга». У червні 2022 року футболіст підписав з клубом свій перший професійний контракт. З того ж сезону він почав виступи за дублюючий склад «Нюрнберга» у Регіональній лізі Німеччини. У березні 2023 року Браун провів першу гру в основному складі у матчі Другої Бундесліги проти «Айнтрахта» з Брауншвейга. У червні 2023 року футболіст продовжив контракт з клубом.
У січні 2024 року Браун підписав контракт з клубом Бундесліги «Айнтрахт» з Франкфурта на п'ять з половиною років. Але до кінця сезону на правах оренди залишився у «Нюрнберзі».

### Збірна
Натаніель народився у інтернаціональній родині. Його батько американець, мати — німкеня за народженням. І з 2023 року футболіст почав виступи у молодіжній збірній Німеччини.